# La pedina scambiata
La pedina scambiata è un romanzo del 1926 della scrittrice Georgette Heyer.

## Trama
Il duca Justin Alastair di Avon, è noto nel Bel Mondo come Satana per il suo raffinato cinismo e la sua indolente spietatezza. Il duca inoltre ha straordinaria bellezza e fascino che gli spianano la strada per numerose conquiste femminili. Tutti lo temono e lo rispettano. Nonostante la reputazione di uomo crudele ha un buon amico di vecchia data, Hugh Davenant. Davenant è agli antipodi del duca stesso, e non esita a rimproverarlo con severità e affetto quando lo ritiene opportuno perché convinto che dietro il paravento del libertino si nasconda un grande cuore in grado di amare ma che il duca stesso dubita di avere. 
Avon ha un unico vero nemico: il conte di Saint-Vire. Nulla trascurerebbe pur di vendicare un torto giovanile perché aveva avuto l'audacia di voler sposare la sorella del conte e, l'occasione gli si presenta in una via di Parigi sotto le forme di un sudicio ragazzetto francese (dai capelli ricci e ramati e grandi occhi turchini incorniciati da ciglia nere) di nome Leon. Il duca lo salva dal suo crudele fratello comprandolo, per poi trasformarlo in suo paggio. A questo punto il duca inizia ad ordire un diabolico piano, che modifica man mano scoprendo alcune verità riguardanti la presunta parentela tra il conte e Leon. Il paggio Leon è in realtà Leonie, una ragazza di diciannove anni costretta dal fratello a diventare un ragazzo ben sette anni prima.
Leonie non rivela la sua vera identità al duca, decidendo invece di servire il suo salvatore, di venerarlo con tutta se stessa. Nemmeno la conoscenza riguardo al passato burrascoso del maturo duca di Avon spegne la sua adorazione per lui.